# 브리용티심
《브리용티심》(Brillantissime)은 프랑스에서 제작된 미셀 라호크 감독의 2018년 코미디, 멜로/로맨스 영화이다. 미셀 라호크 등이 주연으로 출연하였다. 이 영화는 프랑스에서 2018년 1월 17일 개봉되었다.

## 출연

### 주연
- 미셀 라호크
- 카드 므라드

### 조연
- 프랑수아 파비안
- 제라르드 다몬
- 로시 드 팔마
- 파스칼 엘비